# Конрад II (герцог Баварии)
Ко́нрад II, также Конрад Дитя (нем. Konrad II; сентябрь — октябрь 1052, Регенсбург — 10 апреля 1055, Регенсбург) — герцог Баварии с 1054 года.

## Биография
Конрад Дитя был вторым, младшим сыном императора Священной Римской империи Генриха III в его втором браке — с Агнесой де Пуатье. Ввиду своего малолетства после получения герцогского титула Конрад не правил, находясь при своём старшем брате Генрихе. Вскоре юный герцог умер, и герцогство Баварское перешло к его брату.
Конрад Дитя был похоронен своим братом, будущим императором Генрихом IV, в имперском замке Харцбург близ Гослара в Нижней Саксонии. Могила его там была весной 1074 года осквернена и разграблена.
Ввиду того, что его предшественник, герцог Баварии Конрад I (правил до 1053 года), носил второе имя Куно и часто был им в исторических документах представлен, некоторыми учёными Конрад Дитя обозначается как Конрад I.